# Disposable Hero
Disposable Hero is een computerspel dat werd ontwikkeld door Euphoria en uitgebracht door Gremlin. Het spel werd uitgebracht in 1993.

## Platform
- Amiga (1993)
- Amiga CD32 (1994)

## Ontvangst
| Beoordeeld door                | Platform   | Datum         | Score |
| ------------------------------ | ---------- | ------------- | ----- |
| Amiga User International       | Amiga      | december 1993 | 86%   |
| Joystick (Frans)               | Amiga CD32 | mei 1994      | 85%   |
| Amiga Force                    | Amiga      | december 1993 | 83%   |
| Tilt                           | Amiga      | december 1993 | 83%   |
| Amiga Joker                    | Amiga      | december 1993 | 81%   |
| Amiga Action                   | Amiga      | november 1993 | 80%   |
| Computer and Video Games (CVG) | Amiga      | december 1993 | 79%   |
| Computer and Video Games (CVG) | Amiga CD32 | mei 1994      | 77%   |
| Amiga Format                   | Amiga      | januari 1994  | 70%   |
| High Score                     | Amiga      | februari 1994 | 40%   |